# Joaquín Reyes
Joaquín Reyes Cano (Albacete, 16 de agosto de 1974) es un cómico español.

## Biografía
Joaquín estudió Bellas Artes en la Universidad de Castilla-La Mancha en 
Cuenca y se licenció en la materia. Tiene dos hermanos, Victoria Reyes Cano y Jesús Reyes Cano.
En sus inicios fue cocreador y codirector de la página de animación Cartun.com, en la que empezó a crear y desarrollar algunos de sus personajes como Doctor Alce, Señor Pussy o Super Ñoño, llevándoselos después a La hora chanante. Se dio a conocer en 2001, haciendo monólogos en el programa Nuevos cómicos.

### La hora chanante
En 2002, se unió a Ernesto Sevilla y Raúl Cimas, grupo conocido como el "Trío de Albacete" por ser oriundos todos del mismo lugar, siendo contratados por Paramount Comedy y más tarde uniéndose además Pablo Chiapella, también de la misma tierra. Aquí se unió a Julián López y Carlos Areces, siendo el productor y director del programa de televisión La hora chanante, un programa mensual de sketches de humor, el cual tuvo 5 temporadas y finalizó en 2006. En La hora chanante interpretó a numerosos personajes como Mick Jagger, Barbra Streisand, Sara Montiel o Michael Jackson, eligiéndolos por su trayectoria, personalidad, la imagen pública o por su apariencia física, evitando siempre parodiar a personas muertas, sin contar a los que mueren después o durante la emisión. La principal particularidad de su forma de interpretar a estos personajes famosos es el toque que les da, doblándolos a todos con la misma voz, además de usar palabras manchegas, tomando frases de la persona en cuestión y sustituyendo algunas palabras por sinónimos manchegos, por ejemplo, "dinero" por "perras".
Aparte de las celebridades, también aparecieron personajes como "El Payaso", un payaso irrespetuoso y con una ironía amarga y "Agnes", una presentadora de un programa de lectura.
Además de actor y director del programa, Reyes diseñó los decorados, hizo las animaciones y la cabecera del programa gracias a su licenciatura en Bellas Artes, haciendo varios personajes animados como Super Ñoño, Bizcoché y Ojos de Huever, Chimo Bayo en formato patata, Señora Vera y Doctor Alce y Señor Cabeza.

### Después deLa hora chanante

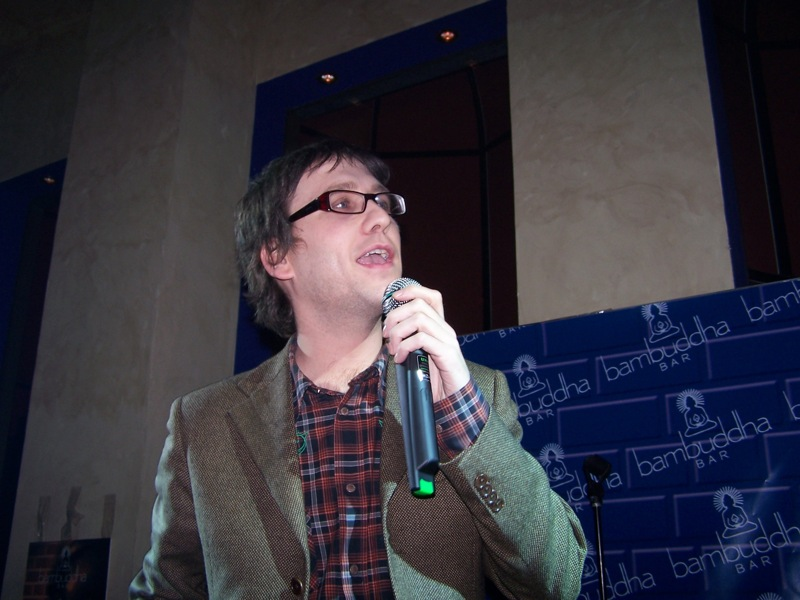
Reyes durante una actuación en el 2006.

Tras acabar la cuarta temporada, participó en Noche sin tregua, interpretando al personaje de Roberto Picazo durante dos años. También fue colaborador del programa Lo + Plus, de Canal+, donde interpretaba el mismo personaje que en Noche sin tregua, dejando de aparecer en 2005. En septiembre de 2005, la cadena Telecinco lo contrató para que formara parte de la teleserie Camera Café, haciendo el papel de Richard, el informático de la empresa.
También hizo las ilustraciones en algunos libros de la colección El barco de vapor o de Zumo de lluvia, de Teresa Broseta.
En 2005 dio vida al personaje de "Onofre" en Smonka!, un programa de preguntas presentado por Ernesto Sevilla y su primo en la ficción, Julián López. En el programa ejerció su oficio como azafato, haciendo chistes u obligando a los concursantes a ejecutar los castigos por haber sacado pocos puntos. 
En julio de 2006 inició un nuevo proyecto en La Sexta, presentando junto con Raúl Cimas el programa A pelo, un formato de improvisación y humor producido por El Terrat, y que fue llevado a cabo con éxito en la televisión catalana TV3. El 11 de abril de 2007 se despidieron de antena, cancelando el programa por las bajas audiencias.
Más tarde, en verano, participó en el extra de verano de El País, escribiendo columnas de humor junto a otros cómicos como Eva Hache.

### Muchachada nui

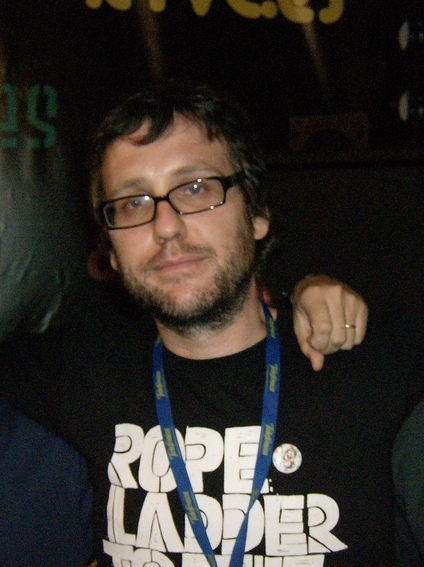
Reyes en 2008.

En 2007 fue contratado por La 2 de TVE junto a su antiguo grupo de La hora chanante para hacer un programa de humor similar, con un mayor presupuesto, llamado Muchachada nui. Debido a que Paramount Comedy conserva los derechos sobre el nombre del programa y otras creaciones, no pudieron usar los nombres, usando únicamente el personaje del Gañán bajo el nombre de Marcial Ruiz Escribano. Muchachada nui tuvo una acogida en Internet como su predecesora, llegando a tener que hacer un vídeo, publicado en YouTube en el que Tita Cervera (Joaquín Reyes) dice que la gente lo vea en su horario normal, ya que si no les despedirán por falta de audiencia.
En el programa sigue haciendo las parodias de personajes famosos, esta vez de la década de los 90. Regularmente actúa también como la madre del joven Rappel.
Las animaciones que crea para el programa son Enjuto Mojamuto, un joven que está todo el día encerrado en su cuarto, navegando por Internet.
Este personaje tuvo después una serie spin-off fuera del programa, "Las nuevas e inesperadas aventuras de Enjuto Mojamuto" dibujada también por el propio Reyes, con capítulos de mayor extensión y con el patrocinio de la empresa de telecomunicaciones Movistar, siendo su emisión online.
A finales de 2007, la revista OnMadrid fue presentada por Reyes, informando de los locales blancos para esa noche, llamándose la revista Nocheviejuna. En esta entrevista dijo que le gustaría dar las campanadas de Año Nuevo con Mayra Gómez Kemp.
En 2008, apareció junto a su grupo en el especial ¡Salvemos Eurovisión! y, semanas después estrenaron la segunda temporada de Muchachada nui. Además, comenzó a colaborar como columnista en la revista especializada en cine Cinemanía, concretamente en la edición de enero, analizando algunas escenas o curiosidades del cine.
El 29 de mayo de 2008 apareció en un programa de El Hormiguero como estrella invitada. Además en enero de 2009 participó en tres programas de Pasapalabra, los días 21, 23 y 24 y también empezó a participar en el programa radiofónico de M80 Radio No somos nadie, haciendo entrevistas a personajes famosos que él mismo imitaba como Tom Cruise o George Bush padre e hijo. Junto a Cimas, Sevilla y López, presentó la Gala de los Premios Goya 2008, mostrando varios vídeos, actuando en algunos junto a Carmen Machi. El 18 de febrero de 2009, inició la tercera temporada de Muchachada nui.

### ¡Fibrilando!,Spanish MovieyMuseo Coconut
En 2009, con motivo de la cancelación de Camera Café, empezó a actuar en su spin-off, ¡Fibrilando!, donde hacía el papel del Dr. Ríchar Mesa, el epidemiólogo del hospital, hasta la prematura cancelación de la serie, que duró poco más de un mes. Asimismo, participó en Spanish Movie haciendo del fauno de El laberinto del fauno, siendo esta su primera película de cine para la gran pantalla. Además, el 14 de enero de 2010 se estrenó la cuarta temporada de Muchachada nui, que sería la última.
El 1 de noviembre de 2010 comenzó la emisión del nuevo proyecto del equipo de Muchachada, Museo Coconut, una comedia de situación en la cadena Neox. En esta serie, Reyes recupera el personaje de Onofre (Smonka!), el guardia jurado del Museo. El programa en su primera semana se convirtió en el mejor estreno en la historia del canal, pero en su segunda semana bajó bastante la audiencia, debido a que recibió numerosas críticas, aunque firmaron con la cadena la realización de una segunda temporada. En esta serie aparecen los personajes Maricón y Tontico que surgieron a partir de un chiste de Miki Nadal en el Festival de Peñíscola.

### Posterior

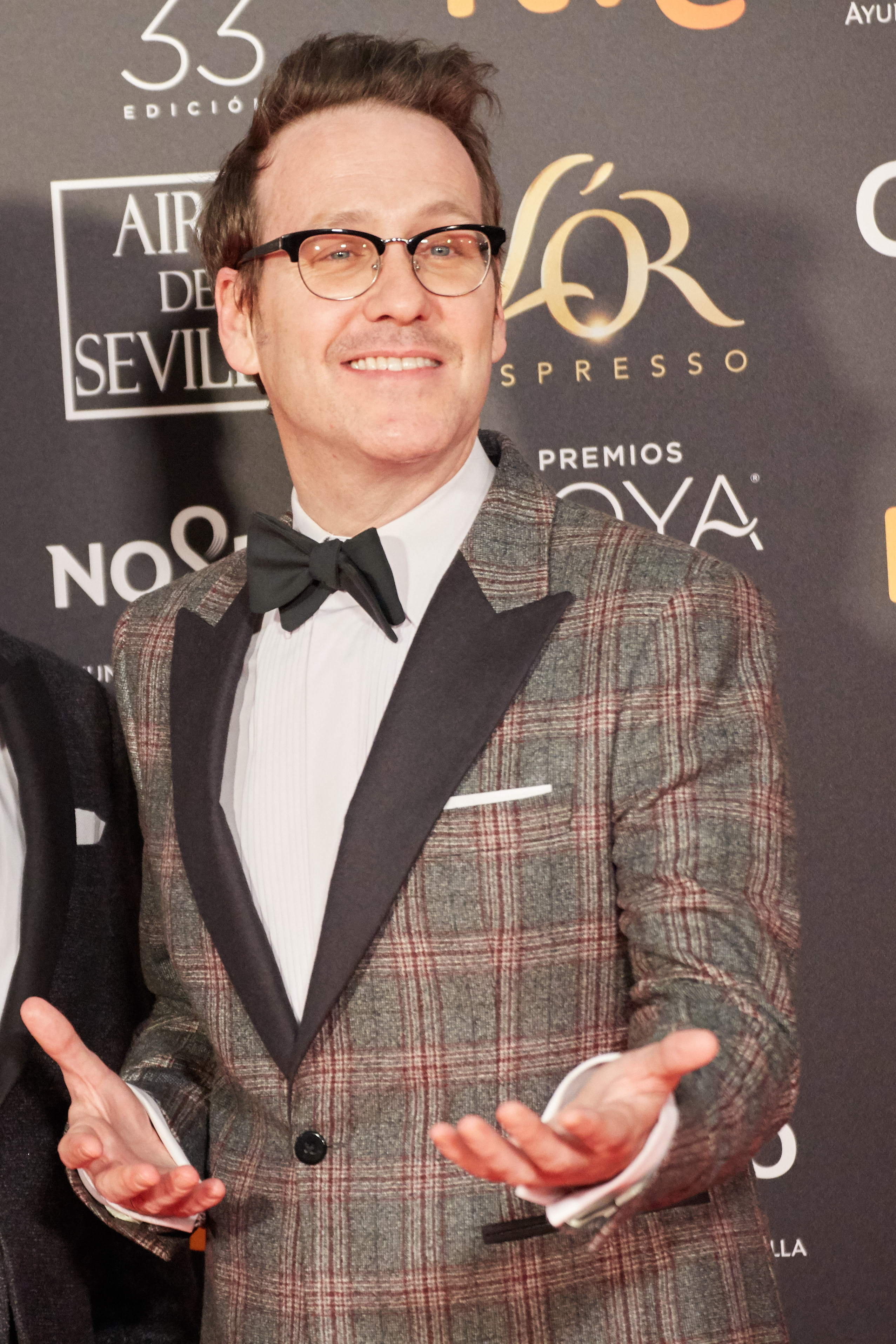
Reyes en los Premios Goya 2019

Entre septiembre y diciembre de 2013 presentó junto a Mara Torres el programa de entrevistas y humor Torres y Reyes en La 2 de TVE.
Desde febrero de 2014 y hasta 2015 colabora en El intermedio, el programa satírico de laSexta, en el que parodia con su estilo característico a diversos personajes de la actualidad política y televisiva. En 2015 forma parte del reparto de la serie Anclados.
En mayo de 2016 comienza a presentar el programa de entrevistas Feis to feis en Cuatro. En septiembre del mismo año se confirma su incorporación a Late motiv, de #0, haciendo una sección semanal en su segunda temporada.
Desde febrero de 2017 comenzó a presentar Cero en Historia y volvió a El intermedio para realizar algunos sketches.En septiembre de 2017 se reincorporó a El intermedio de forma oficial y se incorporó al rodaje de Cuerpo de Élite, la adaptación de la película en la que ya participó, como personaje principal.

## Personajes parodiados
Esta es la lista de los personajes a los que ha imitado en varios medios, tanto en La hora chanante, Muchachada nui y Retorno a Lilifor.
- Annalisa D’Urbano
- Mariló Montero
- Paco Marhuenda
- Ana Mato
- Ana Pastor
- Ana Botella
- José María Aznar
- El pequeño Nicolás
- Pablo Iglesias
- Juan Carlos Monedero
- Íñigo Errejón
- Rodrigo Rato
- Mariano Rajoy
- Pedro Sánchez
- Barack Obama
- Donald Trump
- Juan Carlos I
- Felipe VI
- Carles Puigdemont
- Cleopatra
- Espartaco
- Barbarroja
- Kratos
- David Hasselhoff
- Nacho Duato
- Mijaíl Gorbachov
- Carl Lewis
- Vanilla Ice
- Antonio Gala
- Michael Jackson
- Margaret Thatcher
- Francis Ford Coppola
- Henrique Cymerman
- Mick Jagger
- Pat Morita
- John McEnroe
- Montserrat Caballé
- Ronald Reagan
- Axl Rose
- Anatoli Kárpov
- Dolly Parton
- Salman Rushdie
- Liza Minnelli
- Mr. T
- Fernando Jiménez del Oso
- Muammar al-Gaddafi
- Stephen King
- Nadia Comaneci
- Björk
- Karl Lagerfeld
- Rhesus
- Sara Montiel
- Bill Cosby
- Richard Clayderman
- Nana Mouskouri
- El Rubius
- Vladimir Tkachenko[26]
- Barbra Streisand
- Mike Tyson[27]
- Tim Burton[28]
- Mario Kempes[29]
- Hugh Hefner
- Ágatha Ruiz de la Prada[30]
- David Copperfield[31]
- Bill Gates[32]
- Sarah Ferguson[33]
- Niki Lauda
- José Luis Moreno
- Madonna[34]
- Hugo Chávez[35]
- María Jesús Grados Ventura[36]
- Antonio López García[37]
- Raffaella Carrá[38]
- Lorenzo Lamas[39]
- Yōko Ono[40]
- Kiko Rivera
- Bono
- Macaulay Culkin
- Paris Hilton
- Ferran Adriá
- Courtney Love
- Kofi Annan
- Mark Hamill
- John Galliano
- Tita Cervera
- Lars Von Trier
- Mahmud Ahmadineyad
- Uri Geller
- Condoleezza Rice
- Quentin Tarantino
- Manu Chao
- Robert Smith
- Rosa León
- Barry Gibb
- Chuck Norris
- Gunilla von Bismarck
- Hulk Hogan
- Fernando Sánchez Dragó
- Alaska
- Mickey Rooney
- Mayra Gómez Kemp
- Cindy Lauper
- Enrique Bunbury
- Miguel Induráin
- Nacho Cano
- John Travolta
- Sabrina Salerno
- Samantha Fox
- Miguel de la Quadra-Salcedo
- Cicciolina
- La mona Chita
- Pitita Ridruejo
- Georgie Dann
- Bud Spencer
- Arturo Pérez-Reverte
- Whitney Houston
- Luis Cobos
- Isabel Coixet
- Pedro Duque
- Mickey Rourke
- Xuxa
- Grace Jones
- Martina Navratilova
- Miss Peggy
- Kim Jong-il
- Steven Seagal
- Alan Moore
- Pedro Almodóvar
- Kirk Cameron
- Antonio Tejero
- Lady Gaga
- Spike Lee
- J. K. Rowling
- Julio Medem
- Jaime de Marichalar
- Mark Zuckerberg

## Filmografía

### Cine
| Año  | Película                                     | Personaje              | Director                       | Género             | Duración |
| ---- | -------------------------------------------- | ---------------------- | ------------------------------ | ------------------ | -------- |
| 1999 | Cómo humillar al prójimo (cortometraje)      | Presentador TV         | Ernesto Sevilla                | Comedia            | 19m      |
| 2004 | La gran revelación (cortometraje)            | Varios                 | Santiago de Lucas              | Comedia fantástica | 18m      |
| 2008 | La crisis carnívora                          | Narrador               | Pedro Rivero                   | Animación          | 1h 20m   |
| 2009 | Spanish Movie                                | Fauno                  | Javier Ruiz Caldera            | Comedia            | 1h 29m   |
| 2010 | Tensión sexual no resuelta                   | Eduardo "Edu" Cubero   | Miguel Ángel Lamata            | Comedia            | 1h 30m   |
| 2012 | Promoción fantasma                           | Psiquiatra vivo        | Javier Ruiz Caldera            | Comedia fantástica | 1h 28m   |
| 2012 | Dos tomates y dos destinos (cortometraje)    | Mauricio               | Aníbal Gómez, David Rodríguez  | Comedia            | 12m      |
| 2013 | 3 bodas de más                               | Padre de Ruth          | Javier Ruiz Caldera            | Comedia romántica  | 1h 34m   |
| 2016 | Cuerpo de élite                              | Julián Miralles        | Joaquín Mazón                  | Comedia/Acción     | 1h 37m   |
| 2016 | Robinson: Una aventura tropical              | Cabra (voz)            | Vincent Kesteloot, Ben Stassen | Animación          | 1h 30m   |
| 2015 | Consumo responsable (Nivel 7) (cortometraje) | Uxoricida              | Santiago Segura                | Comedia negra      | 10m      |
| 2018 | Tiempo después                               | Arriondas              | José Luis Cuerda               | Comedia fantástica | 1h 35m   |
| 2018 | Mi amor perdido                              | Presentador teatro     | Emilio Martínez-Lázaro         | Comedia romántica  | 1h 43m   |
| 2018 | Los Futbolísimos                             | Emilio                 | Miguel Ángel Lamata            | Comedia infantil   | 1h 35m   |
| 2021 | A todo tren: Destino Asturias                | Ramón Rosado           | Santiago Segura                | Comedia infantil   | 1h 28m   |
| 2022 | Camera Café: la película                     | Ricardo Mesa "Richard" | Ernesto Sevilla                | Comedia            | 1h 30m   |
| 2022 | Un novio para mi mujer                       | Carlos                 | Laura Mañá                     | Comedia fantástica |          |

### Programas de televisión

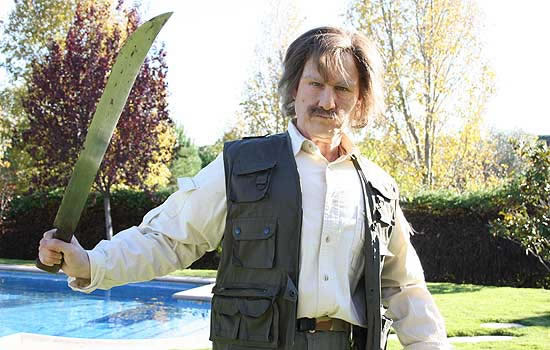
Joaquín Reyes disfrazado como Miguel de la Quadra-Salcedo para un capítulo de Muchachada nui.

| Año           | Programa              | Canal          | Notas       |
| ------------- | --------------------- | -------------- | ----------- |
| 2001          | Nuevos cómicos        | Comedy Central | Cómico      |
| 2004-2005     | Lo + Plus             | Canal+         | Colaborador |
| 2004-2006     | Noche sin tregua      | Comedy Central | Colaborador |
| 2005-2007     | Smonka                | Comedy Central | Colaborador |
| 2006-2007     | A pelo                | laSexta        | Presentador |
| 2008          | Salvemos Eurovisión   | La 1           | Presentador |
| 2009          | Premios Goya 2008     | La 1           | Presentador |
| 2011          | Con Hache de Eva      | laSexta        | Colaborador |
| 2011-2015     | El club de la comedia | laSexta        | Cómico      |
| 2013          | Torres y Reyes        | La 2           | Presentador |
| 2014-presente | El intermedio         | laSexta        | Colaborador |
| 2016          | Feis to feis          | Cuatro         | Presentador |
| 2017-presente | Cero en historia      | #0             | Presentador |
| 2018          | Premios Goya 2017     | La 1           | Presentador |

### Series de televisión
| Año       | Serie                       | Canal          | Personaje                  | Notas         |
| --------- | --------------------------- | -------------- | -------------------------- | ------------- |
| 2002-2006 | La hora chanante            | Comedy Central | Varios personajes          | 51 episodios  |
| 2005-2009 | Camera Café                 | Telecinco      | Ricardo Mesa "Richard"     | 530 episodios |
| 2007-2010 | Muchachada Nui              | La 2           | Varios personajes          | 52 episodios  |
| 2009      | Fibrilando                  | Telecinco      | Dr. Ricardo Mesa "Richard" | 8 episodios   |
| 2010      | La isla de los nominados    | Cuatro         | Vicente                    | 11 episodios  |
| 2010-2014 | Museo Coconut               | Neox           | Varios personajes          | 33 episodios  |
| 2013      | Familia                     | Telecinco      | José Ignacio               | 1 episodio    |
| 2014-2017 | El fin de la comedia        | Comedy Central | Él mismo                   | 2 episodios   |
| 2015      | Anclados                    | Telecinco      | Mariano Santaella          | 8 episodios   |
| 2015      | Retorno a Lilifor           | Neox           | Varios personajes          | 7 episodios   |
| 2016      | El hombre de tu vida        | La 1           | Raúl                       | 1 episodio    |
| 2017      | Joaquín Reyes: Una y no más | Netflix        | Él mismo                   | Especial TV   |
| 2018      | Cuerpo de élite             | Antena 3       | Julián Ocaña               | 13 episodios  |
| 2018      | Looser                      | Flooxer        | Conserje                   | 1 episodio    |
| 2018-2019 | Capítulo 0                  | #0             | Varios personajes          | 13 episodios  |
| 2020      | Válidas                     | YouTube        | Él mismo                   | 1 episodio    |

### Radio
| Programa               | Actúa como                       | Emisora        |
| ---------------------- | -------------------------------- | -------------- |
| No somos nadie         | Él mismo y famosos entrevistados | M80 Radio      |
| Yu: No te pierdas nada | Él mismo y parodia de famosos    | 40 Principales |

## Novelas
- Subidón (Blackie books, 2021).

## Ilustración
- Colección El barco de vapor
  - El club de los coleccionistas de noticias
- Zumo de lluvia de Teresa Broseta
- Colección Grupo SM
  - Latín. Diccionario didáctico
  - Valencià 3º E.P. Nou Projecte Terra.
- Editorial Cruïlla
  - Ortografía castellana elemental
- El País
  - Habitual en los suplementos de verano de 2007-2008.
- Cinemanía
- Ellos mismos Ilustraciones de Joaquín Reyes, marzo de 2011.
- “Realidad a la piedra”, septiembre de 2013.